# ليو فولي
ليو فولي (بالإنجليزية: Leo Foley)‏ هو محامي وسياسي أمريكي، ولد في 25 أكتوبر 1928 بكون رابيدز في الولايات المتحدة، وتوفي بنفس المكان في 5 فبراير 2016. حزبياً، نشط في حزب العمال المزارعين الديمقراطيين في مينيسوتا والحزب الديمقراطي. وقد انتخب عضو مجلس ولاية مينيسوتا.